# الحرب العثمانية-النمساوية (1663-1664)
حرب جرت بين الدولة العثمانية وملكية هابسبورغ النمساوية، سببها أن النمسا إستغلت انشغال الدولة العثمانية بالحرب مع البندقية وحرضت جورج الثاني أمير ترانسلفانيا على التمرد على العثمانيين ومهاجمة أراضيهم في المجر عام 1658، وبنى عليها قلعة نوهزل بمساعدة النمساويين، رغم مخالفة ذلك لبنود الصلح مع العثمانيين، إلا أنهم لم يستجيبوا لنداءات العثمانيين المتكررة، وحصنت النمسا القلعة وبالغت في تحصينها حتى جعلتها من أحصن القلاع في العالم.

## أوضاع ما قبل الحرب
كانت الدولة العثمانية تعيش ظروفاً عصيبة، فقدت أنهكتها الحرب مع الصفويين(1603-1618) ، (1622-1640) وإستنزفتها بشدة، فضلاً عن أن الدولة كانت تتكبد خسائر فادحة يوماً إثر آخر في حربها مع البندقية، بسبب قدم أسطولها وانشغالها فترة طويلة عن تحديثه، فضلاً عن الاضطرابات السياسية الحادة في البلاط العثماني، التي كان سببها سياسات السلطان إبراهيم الأول (1640-1648) في معاقبة الانكشارية بشكل تعسفي، مما أدى إلى ثورتهم وعزل السلطان، خاصة وأن إبنه محمد الرابع (1648-1688)الذي إعتلى العرش قد تقلد منصب السلطان في عمر السابعة فقط كأصغر سلطان في تاريخ الدولة، وأصغر خليفة في التاريخ الإسلامي، مما جعل الجيوش العثمانية تتمرد وتخرج عن السيطرة لتقوم بالسلب والنهب في مختلف الولايات وتتقاعس عن الجهاد، وكانت جدة السلطان هي التي تدير شؤون الدولة خلال الثلاث سنوات الأولى من ولايته بوصفها نائبة السلطان، ومن ثم تولت أمه المهمة، وقد وصلت الليل بالنهار للعثور على الرجل الكفء للخروج بالدولة من كبوتها وإعادة النظام إليها حتى إهتدت إليه عام 1656 وهو محمد باشا كوبريللي، رجل ألباني عجوز يبلغ من العمر 80 عاماُ، ورجل دولة من الطراز الرفيع، وقد إشترط على والدة السلطان أن يكون مطلق الصلاحية في معاقبة الفاسدين، فقبلت ذلك وتولى كوبريللي منصب الصدر الأعظم وكانت تلك أول مرة يشترط أحد فيها شروطاً لتولي منصب الصدر الأعظم.
أما الإمبراطورية النمساوية، فلم تكن تريد الدخول في الحرب لأنها كباقي دول أوروبا خرجت ممزقة منكة من حرب الثلاثين عاماً (1618-1648)، ولعلها أرادت فقط أن تقض مضجع العثمانيين دون الدخول في صراع كبير معهم، وتترك جورج الثاني لقمة سائغة للعثمانيين في حال هزيمته، لكن الحيلة لم تنطلِ على العثمانيين، لأنه كان من الواضح دعم النمساويين لأمير ترانسلفانيا، الذي لم يكن يمتلك القوة لمحاربة العثمانيين بمفرده.
بدأ كوبريللي أعماله باجتثاث الفاسدين في الجيش ومعاقبتهم بقسوة حتى أطاعوه طاعة عمياء، بعدها تمكن كوبريللي من هزيمة جورج الثاني ومنعه من الإستيلاء على بولندا، كما تمكن من كسر الحصار عن إستنبول الذي كان أسطول البندقية يقوم به، وأخذ منها جزر لمنوس وتندوس لمنعها من محاصرة إستنبول مرة أخرى، مما جعل الدولة تتعافى من مشكلها شيئاً فشيئاً، وتوفي كوبريللي عام 1661، وإكراماً له، أعطى السلطان منصب الصدر الأعظم لإبنه أحمد باشا كوبريللي من بعده.
رتب كوبريللي شؤون الجيش العثماني الذي يحارب البنادقة في كريت وأمن طرق الإمداد له، وحين ضاق ذرعاً بمضايقات جورج الثاني، عاد لأدرنة وإنطلق منها بجيش هائل يقدر تعداده بما يتراوح بين 120-150 ألف جندي، بعد أن أعلنت الدولة العثمانية الحرب على الإمبراطورية النمساوية في الثالث من رمضان لعام 1073هجرية الموافق 1663 ميلادية، وهاجم قلعة نوفي زرين(سلوفاكيا حالياً)، وفشل في في فتحها 6 مرات بسبب تراجع الجيش العثماني تقنياً، لكنه إنتصر في معركة كوبلكت على النمساويين الذين حاولوا إنقاذ المدينة، مما أثار رعب الصليبيين في نوفي زرين وسلموا القلعة، ثم فتح كوبريلي إقليمي مورافيا وسيليزيا وصولاً لقلعة نوهزل التي كانت أحصن قلعة في أوروبا، وفتحها بعد تضحيات كبيرة وحصار دام 32 يوماً قصفت فيه المدينة بالمدفعية العثمانية، وسمح كوبريللي لحاميتها بالمغادرة من دون أسلحة.
وهكذا صارت الطريق مفتوحة أمام كوبريلي لعبور نهر رابا وفتح العاصمة النمساوية فيينا، وكانت النمسا قد وصلت إلى أسوء درك بسبب أنها دخلت الحرب منهكة أصلاً، فقام الإمبراطور النمساوي ليوبولد الأول بمناشدة البابا لكسب الدعم العسكري من فرنسا العدوة التاريخية للنمسا، من أجل منع العثمانيين من فتح فيينا، وناشد الأمراء الألمان لتقديم العون له، رغم كل ما فعله النمساويون والألمان ببعض خلال حرب الثلاثين عام، حيث أن الألمان كانوا بروتستانت، بينما كان النمساويون كاثوليك متعصبين للكنيسة، فقام لويس الرابع عشر ملك فرنسا بإرسال 3500 جندي لمساندة النمساويين، وقدم الألمان فوجين من الجند، إضافة لقوات كرواتية وتشيكية وسلوفينية، وقام القائد النمساوي رايموندو مونتيكيكولي بمباغتتة العثمانيين في الأول من أغسطس آب لعام 1664 أثناء عبورهم نهر رابا قرب قرية سانت غوتهارت (110 كيلومترات شرق فيينا) وهاجمهم وهم غير مستعدين فألحق بهم خسائر كبيرة وهربوا بشكل فوضوي إلى غابة مجاورة لإعادة ترتيب صفوفهم، فهاجمهم بشكل خاطف أخرج الجنود العثمانيين عن سيطرة قائدهم، ووصلت الخسائر في صفوفهم إلى 22 ألف قتيل، بينما خسر الأوروبيون 5 آلاف قتيل.
رغم انتصار النمساويين، إلا أنهم إضطروا لتقديم تنازلات كبيرة للعثمانيين لقاء قبولهم السلام، نظراً لأن إمكانياتهم لا تسمح بإستمرارها، ولأن ملك فرنسا لويس الرابع عشر الذي كان داعماً لهم يستعد لغزو النمسا، وعليهم التجهيز لقتاله، وبذلك بدأت مفاوضات السلام بين الطرفين والتي أسفرت عن معاهدة فسفار التي نتج عنها سلام بين الدولتين استمر 20 عاماً.
سمحت المعاهدة للعثمانيين بالتركيز على حربهم مع البندقية والخروج منتصرين عام 1669 ميلادية بعد سقوط كانديه عاصمة كريت، ويجدر الذكر أن البندقية لم تستغل فترة الحرب النمساوية العثمانية بشكل فعلي، إذ أن العثمانيين خفضوا قواتهم المحاربة للبندقية لإستخدامها في الحرب مع النمسا، وكان السبب أن البندقية أيضاً كانت تعاني من مشاكل جمة، إذ أن أسطولها لم يكن كافياً لشن هجوم واسع لفك الحصار عن كانديه، كما أن تجارتها كانت قد توقفت منذ بداية الحرب مع العثمانيين، إضافة لتفشي الطاعون في الجمهورية، وحرب الخلافة المانتوفية (1628-1631).
لكن رغم الانتصارات العثمانية على النمساويين والبنادقة، إلا أن قسوة الحروب وإستمرارها أدى إلى تقليص القوة العثمانية بشكل كبير، مما جعلها تخرج مهزومة في الحرب التركية العظمى (1683-1699).
كما أن هذه الحروب أسفرت عن تردي العلاقات العثمانية الفرنسية بعد أن ظلت علاقة صداقة لفترة طويلة جداً ، لأن ملك فرنسا لويس الرابع عشر دعم النمساويين في حربهم مع العثمانيين، ودعم البندقية في حربها معهم، مما دفع الصدر الأعظم أحمد باشا كوبريللي لإلغاء الامتيازات التجارية لفرنسا في الأراضي العثمانية عقاباً له، مما وتر العلاقات بشكل كبير، وأراد لويس إعلان الحرب على العثمانيين، لكن وزيره المحنك كولبيير أقنعه بألا يفعل ذلك، نظراً لسوء الوضع الاقتصادي للمملكة نتيجة حروب الملك الطويلة في هولندا والنمسا وإسبانيا.